# Xinhua
Pour les articles homonymes, voir Xinhua (homonymie).
Xinhua (chinois simplifié : 新华社 ; chinois traditionnel : 新華社 ; pinyin : Xīnhuá shè ; litt. « groupe Chine nouvelle », communément appelée « agence Chine nouvelle », prononcer [ʃinwa] (homophone de « chinois ») ou [ʃinxwa](chine-rhoua) en français) est la plus grande et la plus ancienne des deux agences de presse nationales chinoises.
L'autre agence est China News Service.

## Histoire
Xinhua a été fondée en 1931 par le Parti communiste chinois. Le premier nom de l'agence est Red China, puis en 1937, elle a pris le nom de Xinhua (« Chine nouvelle »).
En 2011, Xinhua emploie plus de 10 000 employés dans le monde avec 140 bureaux à l'étranger
En janvier 2017, le Conseil des affaires de l'État décide de fusionner l'activité d'informations financières de Securities Journal, de Shanghai Securities News, d'Economic Information Daily et de Xinhua Publishing House pour former China Fortune Media Corporation Group.

## Organisation

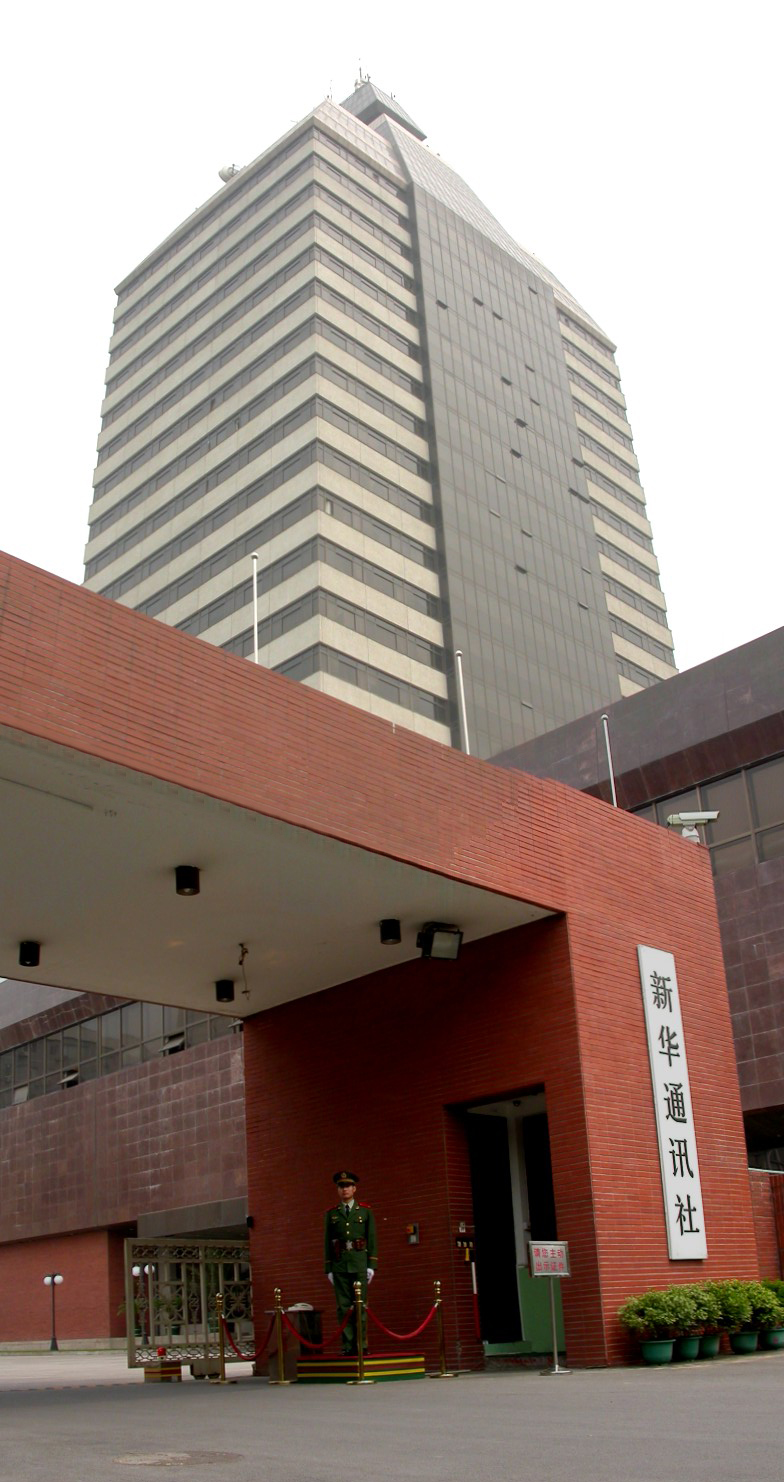
Siège de Xinhua à Pékin.

Xinhua est rattachée au Conseil des affaires de l'État de la république populaire de Chine et donne le point de vue officiel du gouvernement chinois. Quand un événement est « sensible », les médias chinois doivent se limiter à reprendre les dépêches de Xinhua, qui reflètent la ligne du parti communiste chinois.
Xinhua, qui dispose de bureaux dans toutes les provinces de Chine, est largement utilisée comme source d'informations par d'autres media locaux. Elle dispose également d'une forte présence internationale, et publie sur le Web des informations en anglais, arabe, espagnol, chinois, français et russe.
En 2013, l'agence Chine nouvelle a ouvert un espace de 400 m2 rue du Faubourg-Saint-Honoré à Paris afin d'améliorer l'image de la république populaire de Chine.
En Afrique, l'agence France-Presse (AFP), malgré une forte implantation, constate une difficulté à se développer du fait de la stratégie de l'agence Chine nouvelle qui pratique des « prix cassés ». Pour l'AFP, l'agence Chine nouvelle servirait aussi d‘« agence de communication pour les firmes chinoises qui s‘installent ».
Le 19 février 2016, Xi Jinping a fait une visite d'inspection au sein des rédactions de Xinhua, du Quotidien du Peuple et de la télévision CCTV. À l'issue de cette visite, Xi Jinping « a ordonné [...] aux médias gérés par le Parti communiste chinois (PCC) et le gouvernement chinois de suivre strictement la direction du Parti ». En réaction, le blogueur Ren Zhiqiang indique que le parti ne soutient pas financièrement ces médias mais c'est l'argent public qui est utilisé à cette fin : « Cessez d’utiliser l’argent des contribuables pour des choses qui ne leur fournissent aucun service » .

## Critiques
En 2005, l'ONG Reporters sans frontières, dont le secrétaire général était alors Robert Ménard, la décrit comme « la plus grande agence de propagande du monde ». Selon le journaliste français Gautier Battistella, « Xinhua permet au Parti communiste chinois de maintenir un monopole de l’Information en Chine ». Pour le quotidien Rue89, lors d'évènements sensibles, les médias chinois doivent se limiter à reproduire les dépêches de Xinhua.
En janvier 2016, l'ONG Reporters sans frontières critique la diffusion, par la télévision d’État CCTV et par Xinhua, de « confessions extorquées à des individus (comme celle de Charles Xue (en)) vraisemblablement par la force. La généralisation de cette pratique constitue une menace alarmante pour l’information libre et indépendante ».
Les données transmises par l’agence de presse sont sélectionnées pour donner une image positive de la Chine. Ainsi certaines informations sont censurées comme l’opposition des Tibétains ou la mort de Liu Xiaobo en prison en 2017.